# رفيف وعكرمة
رفيف وعكرمة مسلسل سوري تلفزيوني من نوع الكوميدي، عرض لأول مرة عام 2008.

## قصة
يتألف المسلسل من حلقات منفصلة متصلة، يتناول الحياة الزوجية للزوجين يجمعهما الحب فيما تتباعد رؤاهما بين مثالية الزوج وواقعية الزوجة، (رفيف) ابنة سفير سابق وتعمل مديرة لشركة تجارية وهي شخصية واقعية و (عكرمة) وهو من بيئة مختلفة عن زوجته ويعمل أستاذ للغة العربية. وهو يبحث عن استقرار عائلي كامل من خلال الأطفال وهي لا تريد ذلك فهي تفكر بمستقبلها المهني أكثر، وفي العمل أيضا قصص أخرى وأحداث مختلفة لشخصيات قريبة منهما، سواء الأقرباء أو زملاء العمل أو الجيران، ولكل من هؤلاء قصته المنفصلة التي تلقي الضوء على جانب اجتماعي أو ظاهرة أو حالة وبقالب قريب من الطرافة. يعالج المسلسل المشكلات الاجتماعية المعاصرة بأسلوب ساخر وكوميدي.

## طاقم العمل
إخراج مأمون البني. 
تأليف وسيناريو وحوار: عبد المجيد حيدر ومحمد أبو لبن 

## تمثيل
- يارا صبري   (رفيف)
- مازن الناطور  (عكرمة)
- سلمى المصري،
- سليم صبري
- أسامة حلال
- ميلاد يوسف
- أماني الحكيم
- عدنان أبو الشامات
- محمد قنوع
- علي كريم
- عادل شكري
- واحة الراهب (كضيفة شرف)
- وغيرهم.